# Álvaro González Soberón
Álvaro González Soberón (Potes, 8 de janeiro de 1990) é um futebolista espanhol que atua como zagueiro. Atualmente está no Tenerife, da Espanha.

## Carreira

### Racing Santander
Nascido em Potes, na Cantábria, Álvaro foi convocado nas categorias de base do clube de sua cidade natal, o Racing de Santander, e fez sua estreia no time B do Racing na temporada 2009–10.
Na temporada seguinte, o zagueiro estreou na La Liga de 2010–11 diante o Real Club Deportivo Mallorca. Apesar de ter feito poucos jogos, o defensor esteve no elenco que conseguiu garantir-se na primeira divisão.
Quando voltou a ser um atleta utilizado na La Liga de 2011–12, o time passou a ter mais dificuldades e lutou em vão contra o rebaixamento. No entanto, enquanto ainda performava com o time, o jogador passou a também ser colocado na lateral direita e marcou um gol contra o Athletic Club na 16ª rodada.
Ao fim da época, o time foi rebaixado em 20º colocado, mas González foi um dos destaques do limitado clube espanhol. Enquanto ainda estava em contrato com o clube, o zagueiro recusou uma proposta do Futbolniy Klub Dnipro e se manteve com a equipe até o fim da época.

### Zaragoza

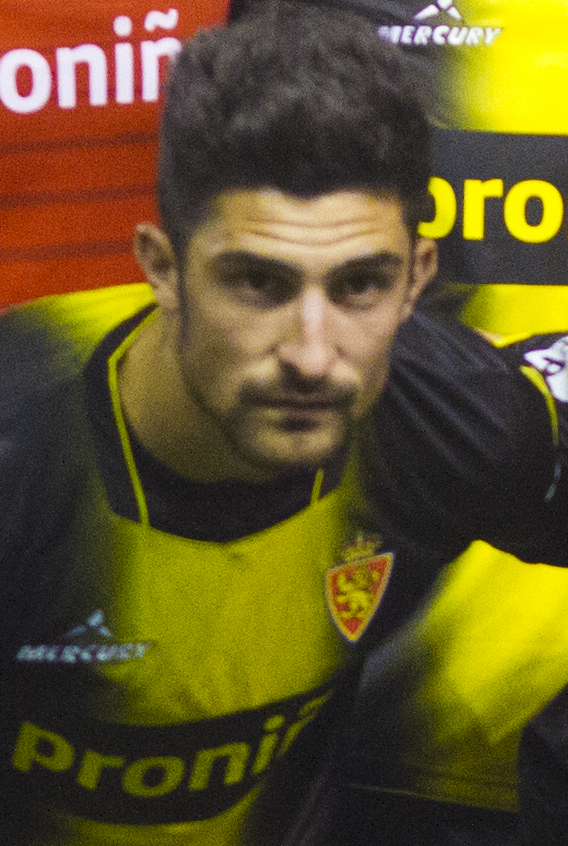
Álvaro González no Zaragoza.

Em 11 de julho de 2012, Álvaro assinou um contrato de quatro anos com o Real Zaragoza.
Firmado como um zagueiro, o jogador disputou a La Liga de 2011–12 como um titular muito frequente no time. Naquela campanha, que culminou no rebaixamento do time, o jogador chegou a estufar as redes do Deportivo la Coruña na 11ª rodada.
Depois de não conseguirem permanecer na primeira divisão, o time disputou a Segunda Divisão Espanhola. Lá, González foi novamente muito utilizado pelo clube, e novamente fizera um gol pelo clube. Na ocasião, ele marcou o tento que garantiu os três pontos em uma vitória por 1 a 0 diante o Girona na 15ª rodada.
A equipe fizera uma campanha muito irregular na Liga e não conseguiram vaga à Primeira Divisão novamente. O time ficou na 14ª colocação e González optou por mudar de equipe assim que chegasse a oportunidade.

### Espanyol
Em 28 de julho de 2014, Álvaro voltou à primeira divisão depois de fechar um contrato de cinco anos com o RCD Espanyol.
Álvaro retornou à Primeira Divisão e pôde garantir o time da Catalunha na primeira divisão. Nessa campanha que culminou no Espanyol ficando na 10ª posição, o zagueiro chegou a marcar um gol diante o Málaga Club de Fútbol na 23ª rodada.
Na La Liga de 2015–16, ele continuou seus consistentes jogos na titularidade do time Catalão, mas não chegou a marcar nenhum gol na campanha que terminou com a equipe em 14º colocado.
Em paralelo a sua primeira temporada na equipe, o jogador foi um jogador importante na surpreendente campanha do Espanyol na Copa del Rey de 2014–15. Como titular, o jogador ajudou o time a avançar de fase até chegar à semifinal da competição. No jogo de ida, onde ele não jogou por conta de suspensão, o time empatou em 1 a 1. Ao voltar, enfrentando o Athletic Club, viu os Bascos vencerem o jogo por 2 a 0 e se garantirem na decisão.
A equipe catalã se aproveitava de seu elenco consistente formado pelo zagueiro, Cristhian Stuani, Pau López e Lucas Vázquez para conseguirem essa boa campanha na copa.
Na campanha do ano seguinte, o jogador viria a ficar marcado por uma discussão com Lionel Messi nas oitavas de final. No clássico catalão, a equipe do argentino havia vencido o jogo de ida por 4 a 1, e estava conseguindo sua provisória vitória por 1 a 0 no jogo de volta quando o zagueiro encarou o atacante sul-americano e debochou de sua baixa estatura. Ao fim do jogo, com a vitória dos Culés, o atleta disse sobre o ocorrido:
| “                                          | Eu não lembro exatamente como foi, mas ele me disse 'eu sou melhor que você', e eu, bem, eu tento fazer o melhor para que ele não me supere em alguns lances. Tento fazer o melhor nas minhas características e possibilidades. Mas não dá para negar (que Messi seja melhor). | ” |
| — Álvaro sobre o diálogo com Lionel Messi. | |   |

### Villarreal

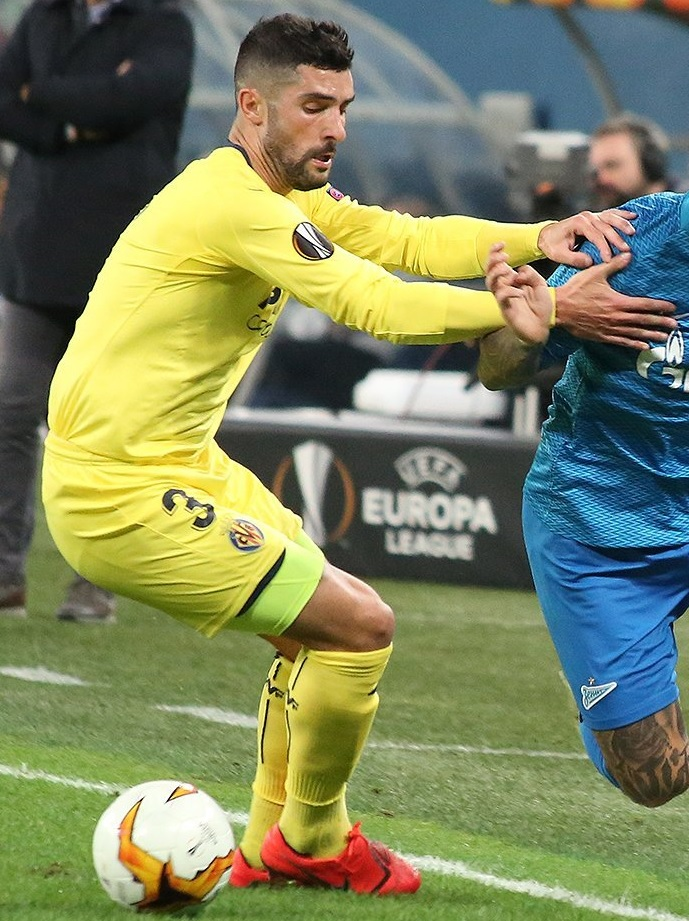
González em 2019.

Em 31 de agosto de 2016 ele foi transferido para o Villarreal CF por um contrato de quatro anos.
Em seu tempo no time, o jogador tivera mais dificuldade de se firmar na primeira época. Já em sua estreia na La Liga de 2016–17, o atleta teve uma estreia negativa, pois fizera um pênalti na vitória diante o Club Atlético Osasuna por 3 a 1.
Contudo, apesar do início irregular, o zagueiro passou a ser mais vezes posto no time titular e chegou a participar dos dois gols do Villarreal na 20ª rodada diante o Granada. Nesse jogo, deu uma assistência para Bruno Soriano abrir o marcador com um chute de pé esquerdo. No segundo tempo, Álvaro ampliou o placar e deu números finais ao jogo com seu gol de cabeça.
A partir daí, foi titular no restante de sua passagem pelo Submarino Amarelo. Na La Liga de 2017–18, o atleta tivera alguns problemas com cartões, sendo suspenso pela presença deles em três partidas. Na rodada 31, na derrota de 3 a 1 contra o Athletic Bilbao, o jogador fizera duas faltas que culminaram em dois cartões amarelos para o defensor.
Na La Liga de 2018–19, ele novamente foi suspenso por cartões duas vezes, mas em duas oportunidades foi impedido de jogar o jogo seguinte por conta de um cartão vermelho. Na primeira oportunidade, na 12ª rodada, o jogador levou um cartão vermelho em um empate por 2 a 2 diante o Rayo Vallecano. Na 30ª partida, o jogador foi expulso em um jogo contra o Barcelona e novamente discutiu com um ídolo do clube. Dessa vez, após já ter saído dos gramados, o defensor do Villarreal debateu de maneira exaltada com Gerard Piqué, ambos fora das quatro linhas.
Fora da La Liga, o jogador nunca fizera grandes campanhas em Copas. Sua melhor colocação no Campeonato foi a quinta posição, que alcançou nos seus dois primeiros anos no time; mas jamais chegou a passar das quartas da Copa do Rei. Em três épocas, disputou a Liga Europa três vezes, e só passou da fase de 16 avos na edição de 2018–19.
Nessa oportunidade, eliminou o Sporting e avançou às oitavas e contribuiu ativamente dando uma assistência para Vicente Iborra abrir o placar contra o Zenit na Rússia. No jogo de volta, os espanhóis venceram novamente e tiveram de enfrentar o Valencia nas quartas. Em tal jogo, Álvaro só disputou os primeiros 90 minutos, que o time foi superado no placar de 3 a 1. Na partida seguinte, sequer foi relacionado e o Submarino Amarelo foi eliminado.
Após uma temporada irregular da equipe, que terminou em 14º colocado na Liga, o zagueiro foi emprestado para um time fora do país em que ele nascera. Essa era sua primeira experiência no futebol internacional.

### Olympique de Marselha

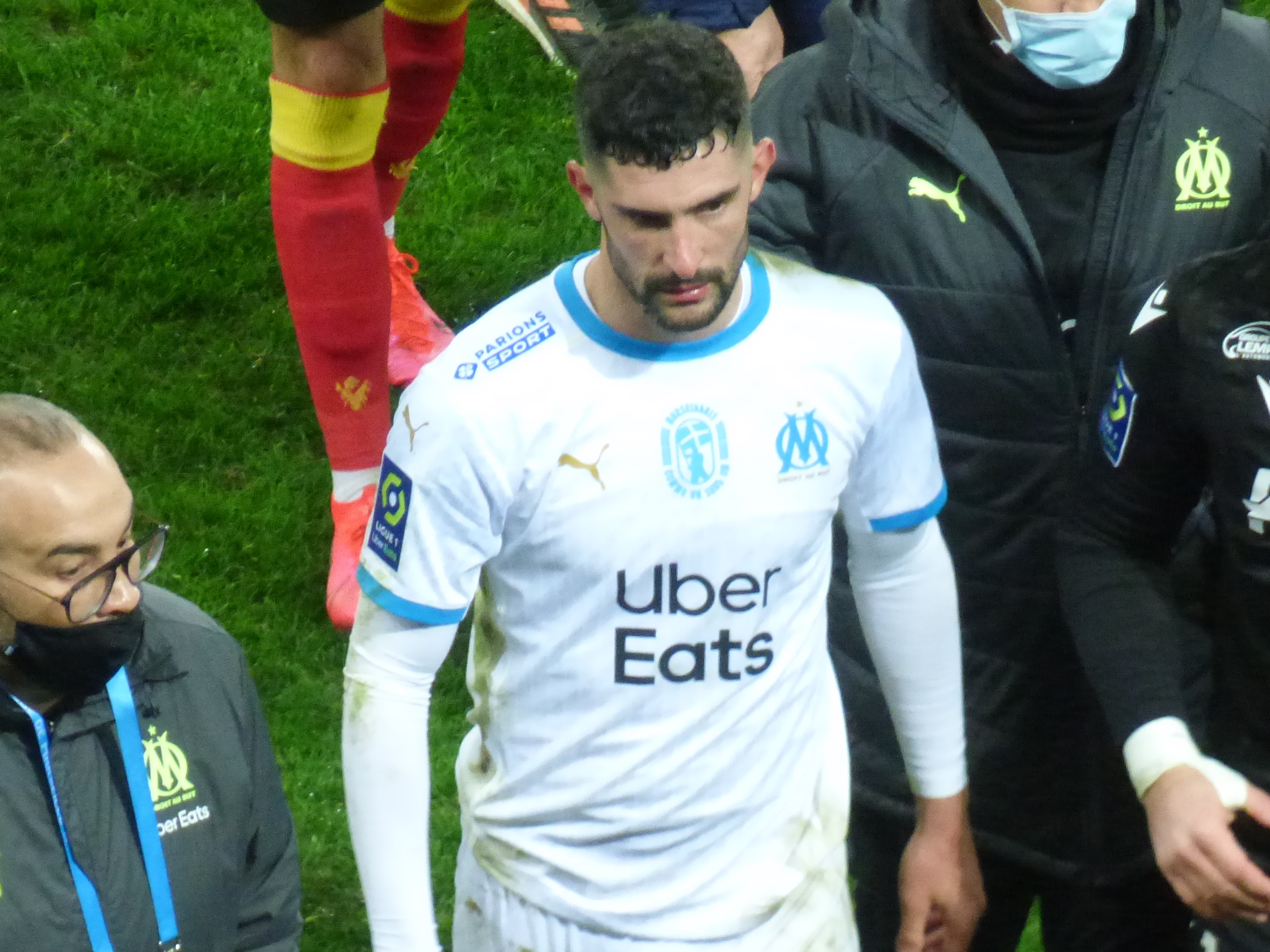
González pelo Marselha.

Em 19 de julho de 2019, Álvaro ingressou no clube francês Olympique de Marselha por um empréstimo de uma temporada, com uma opção de compra obrigatória de €5 milhões em 30 de junho de 2020.
Sua passagem pelo Marselha foi marcada, rapidamente, por uma polêmica envolvendo o craque mundial Neymar. Em 2020, quando ambos se enfrentavam em um clássico diante o PSG, o brasileiro e o defensor entraram em uma discussão e o sul-americano acusou o espanhol de ter usado uma expressão racista para se referir a ele.
Em sua defesa, o zagueiro publicou, futuramente, uma foto em que ele estava acompanhado dos jogadores pretos do time do Olympique. O brasileiro respondeu o espanhol reafirmando que ele foi racista com ele no jogo em questão.
| “                                    | Não há lugar para racismo. Carreira limpa e com muitos colegas e amigos no dia a dia. Às vezes você tem que aprender a perder e assumir isso em campo. Incríveis 3 pontos hoje. | ” |
| — Disse Álvaro em defesa a acusação. | |   |

Em contrapartida, González acusou Neymar de ter proferido ofensas homofóbicas contra ele, além de xenofóbicas contra um defensor japonês do time de Marselha. Álvaro dialogou não só com os colegas de equipe, mas também com a diretoria da equipe e com uma torcida organizada e afirmou não ter sido racista. Os citados se comprometeram com o jogador e a Organizada estendeu uma faixa em apoio ao espanhol.

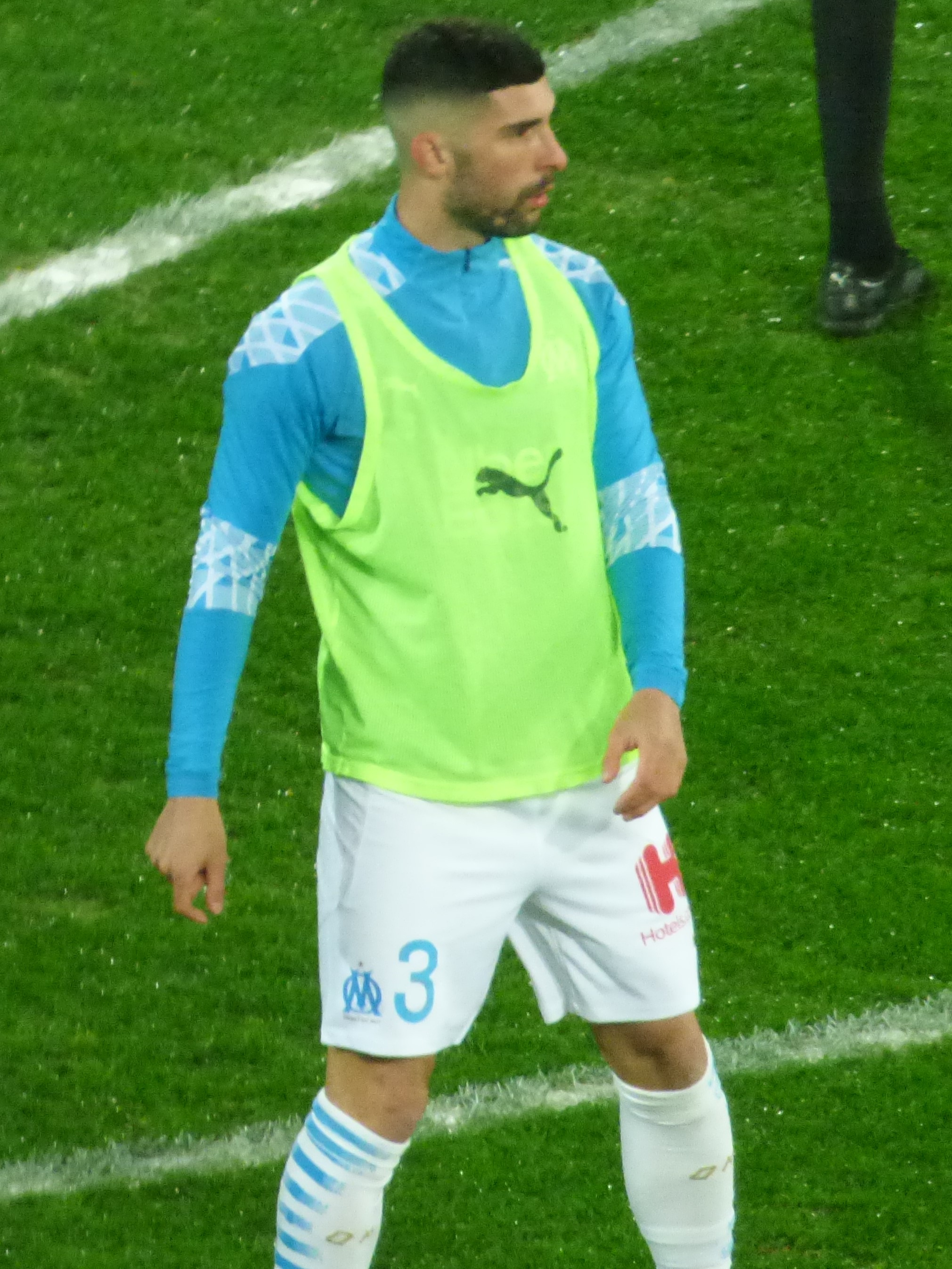
Álvaro aquecendo para um jogo em 2021.

Em outubro de 2020, Neymar e Álvaro foram julgados de suas respectivas acusações. No entanto, nenhuma das provas apresentadas por ambos os times foi considerada o suficiente e eles foram absolvidos sem receberem punições de qualquer âmbito.
| “                                      | Esse pesadelo é, em parte, recompensado com uma sentença mais que merecida. Nunca fui e nem serei uma pessoa racista. Um muito obrigado ao Marselha pela confiança e lealdade, e também aos nossos torcedores por todo o carinho. Nos vemos no campo. | ” |
| — Álvaro depois de ter sido absolvido. | |   |

O restante de sua passagem na equipe foi menos turbulenta, mas sem nenhum título. O jogador chegou a ser uma figura frequente nos jogos do Marselha na Ligue 1 de 2020–21, mas foi gradualmente perdendo espaço ao decorrer da época seguinte por conta da preferência do treinador de colocar Luan Peres e William Saliba como titulares. O jogador pôde, uma vez, disputar o título da Supercopa da França de 2020, mas foi derrotado para o PSG. Desse modo, deixou o país sem nunca ter levantado um troféu.
Um dos momentos positivos ao defensor foi quando ele assumiu a braçadeira de capitão do time na primeira rodada da Liga Europa da UEFA de 2021–22. Na ocasião, Jorge Sampaoli havia colocado um trio de zagueiros formados por Álvaro, Saliba e Luan Peres e retirou de campo o líder original Dimitri Payet. Essa, todavia, foi a única vez que o zagueiro alcançou esse posto na equipe. Futuramente, passaria a ser menos utilizado nos jogos.

### Al-Nassr
Após perder seu espaço no time francês, Álvaro assinou com o Al-Nassr Football Club para disputar o Campeonato Saudita de Futebol.
Sua passagem, porém, foi curta. O time, no meio da época 2022–23, conseguiu a contratação de Cristiano Ronaldo e isso mudou totalmente a maneira dos investidores e do governo local de pensar o futebol do país. Cogitando nomes mais chamativos, o jogador, que também não conseguiu nenhum título com a equipe, ainda que tivesse sido titular durante praticamente toda a época, saiu do time ao fim da sua temporada inicial.

### Al-Qadsiah
Depois de sair do time anterior, Álvaro assinou com o Al-Qadsiah Football Club, da Segunda Divisão do Futebol Saudita. Lá, o jogador foi um dos destaques do time na conquista do Campeonato Nacional e levantou seu primeiro troféu como futebolista profissional. Apesar de ter marcado o nome na história do clube, sendo titular durante boa parte da primeira parte da época, o atleta decidiu deixar o time após o acesso.
Ainda na equipe árabe, o jogador passou por uma situação surpreendente. Enquanto estava no país, o jogador perdeu sua carteira e só a reencontrou oito meses depois. Ao achá-la, afirmou que "todo o dinheiro" ainda estava lá dentro e que não houve nenhuma subtração financeira enquanto o objeto estava longe dele.

## Carreira internacional
Álvaro somou a sua única internacionalização pela Espanha ao nível de sub-21 a 12 de junho de 2013, na derrota por 3-0 sobre a Holanda na fase de grupos do Campeonato da Europa. Espanha acabou vencendo o torneio em Israel.

## Títulos

#### Espanha Sub-21
- Eurocopa Sub-21: 2013

#### Al-Qadsiah
- Liga Príncipe Mohammad bin Salman: 2023–24